# Smiler
| 전문가 평가              | 전문가 평가 |
| 평가 점수                | 평가 점수   |
| 출처                     | 점수        |
| ------------------------ | ----------- |
| AllMusic                 | [ 1 ]       |
| Christgau's Record Guide | B−          |
| Rolling Stone            | (mixed)     |
| Džuboks                  | (mixed)     |

《Smiler》는 1974년 9월 27일, 머큐리 레코드에 의해 발매된 영국의 싱어송라이터 로드 스튜어트의 다섯 번째 스튜디오 음반이다. 이 음반은 영국 음반 차트 1위, 미국 13위에 올랐다.

## 배경
이 음반에는 척 베리, 샘 쿡, 밥 딜런의 노래 커버와 엘튼 존의 노래 〈Let Me Be Your Car〉의 존과의 듀엣곡도 포함되어 있다. 스튜어트는 캐럴 킹의 〈(You Make Me Feel Like) A Natural Woman〉을 다루었는데, 여기서 'Woman'은 'Man'으로 바뀌었다. 음반 발매는 머큐리 레코드와 워너 브라더스 레코드 사이의 법적 문제로 인해 5개월 동안 보류되었다.
이 음반에 참여한 음악가들은 스튜어트의 밴드 페이시스의 멤버들뿐만 아니라 자주 협력하는 사람들인 마틴 퀴튼 (기타), 피트 시어스 (베이스 & 키보드), 미키 월러 (드럼)를 포함했다.

## 곡 목록
| #   | 제목                                         | 작사·작곡                       | 재생 시간 |
| --- | -------------------------------------------- | ------------------------------- | --------- |
| 1.  | 〈Sweet Little Rock 'n' Roller〉             | 척 베리                         | 3:43      |
| 2.  | 〈Lochinvar〉                                | 피트 시어스                     | 0:25      |
| 3.  | 〈Farewell〉                                 | 로드 스튜어트, 마틴 퀴튼        | 4:34      |
| 4.  | 〈Sailor〉                                   | 스튜어트, 로니 우드             | 3:35      |
| 5.  | 〈Bring It On Home to Me/You Send Me〉       | 샘 쿡                           | 3:57      |
| 6.  | 〈Let Me Be Your Car〉                       | 엘튼 존, 버니 토핀              | 4:56      |
| 7.  | 〈(You Make Me Feel Like) A Natural Woman〉  | 제리 고핀, 캐럴 킹, 제리 웩슬러 | 3:54      |
| 8.  | 〈Dixie Toot〉                               | 스튜어트, 우드                  | 3:27      |
| 9.  | 〈Hard Road〉                                | 해리 반다, 조지 영              | 4:27      |
| 10. | 〈I've Grown Accustomed to Her Face〉 (기악) | 앨런 제이 러너, 프레드릭 로위   | 1:32      |
| 11. | 〈Girl from the North Country〉              | 밥 딜런                         | 3:52      |
| 12. | 〈Mine for Me〉                              | 폴 매카트니, 린다 매카트니      | 4:02      |